# 独活白粉菌
独活白粉菌（学名：Erysiphe heraclei）是属于白粉菌目白粉菌科白粉菌属的一种真菌，寄生在伞形科植物上。该种分布于土耳其、中国、日本、印度、俄罗斯、芬兰、法国、波兰、罗马尼亚、挪威、南非、葡萄牙、新西兰、奥地利、瑞典、德国等地。